# Eduardo Germack Possollo
Eduardo Germack Possollo (1886 - ?) foi um administrador colonial português que exerceu o cargo de 37.º Governador da Fortaleza de São João Baptista de Ajudá entre 1912 e 1913, tendo sido antecedido por Guilherme Spínola de Melo e sucedido por Vicente da Rosa Rolim.